# Élections législatives sénégalaises de 1959
Les élections législatives sénégalaises de 1959  se déroulent le 22 mars 1959 afin de pourvoir les 80 membres de l'Assemblée territoriale du Sénégal, alors état membre de la Communauté française. Il s'agit des dernières législatives sénégalaises organisée sous la tutelle française, le Sénégal prenant son indépendance le 4 avril 1960 pour former la Fédération du Mali avec le Soudan français.
Les élections voient la victoire de l'Union progressiste sénégalaise (UPS) mené par Léopold Sédar Senghor, qui remporte la totalité des sièges à l'assemblée, pour une participation de 74,45 %.

## Résultats
|                           |                                              |           |       |        |     |  |  |  |  |  |  |  |  |  |
| Partis                    | Partis                                       | Votes     | %     | Sièges | +/- |  |  |  |  |  |  |  |  |  |
|                           | Union progressiste sénégalaise (UPS)         | 682 865   | 82,99 | 80     | 21  |  |  |  |  |  |  |  |  |  |
|                           | Parti de la solidarité sénégalaise (PSS)     | 99 330    | 12,07 | 0      | Nv  |  |  |  |  |  |  |  |  |  |
|                           | Parti du regroupement africain-Sénégal (PRA) | 40 270    | 4,89  | 0      | Nv  |  |  |  |  |  |  |  |  |  |
|                           | Autres listes                                | 347       | 0,04  | 0      | -   |  |  |  |  |  |  |  |  |  |
|                           |                                              |           |       |        |     |  |  |  |  |  |  |  |  |  |
| Suffrages exprimés        | Suffrages exprimés                           | 822 812   | 99,83 |        |     |  |  |  |  |  |  |  |  |  |
| Votes blancs et invalides | Votes blancs et invalides                    | 1 417     | 0,17  |        |     |  |  |  |  |  |  |  |  |  |
| Total                     | Total                                        | 824 229   | 100   | 80     | 20  |  |  |  |  |  |  |  |  |  |
| Abstentions               | Abstentions                                  | 482 778   | 25,55 |        |     |  |  |  |  |  |  |  |  |  |
| Inscrits / participation  | Inscrits / participation                     | 1 107 057 | 74,45 |        |     |  |  |  |  |  |  |  |  |  |